# Carmen Llorca Vilaplana
Carmen Llorca Vilaplana (Alcoi, 29 de novembre de 1921 - Madrid, 29 de juny de 1998) fou una historiadora i política valenciana, diputada al Congrés dels Diputats i al Parlament Europeu.
De família acomodada, dedicada a la indústria, va estudiar batxillerat a la seua ciutat natal i Filosofia i Lletres a la Universitat Complutense de Madrid, on es va doctorar en Història Moderna i d'Amèrica, amb una tesi titulada "El mariscal Bazaine en Madrid" (1948), que va obtenir el premi extraordinari de doctorat. Era també llicenciada en Ciències de la Informació. Com a professora d'Història Contemporània a l'Escola Oficial de Periodisme, va col·laborar en diversos diaris i revistes, com ABC, Pueblo, Ya, Índice, així com a Ràdio Nacional d'Espanya. Feia crítica literària a Radio Nacional de España i als diaris Ya i Pueblo.
Va obtenir la plaça de tècnica d'informació de l'Estat amb destinació al Ministeri de Cultura. Durant el franquisme fou directora de l'Oficina de Turisme a Milà, vicesecretària de la Junta Central d'Informació, Turisme i Educació Popular, i el 1975 delegada nacional de cultura a la Secretaría General del Movimiento Nacional. També ha estat la primera dona presidenta de l'Ateneo de Madrid el 1974-1975 i col·laboradora del CSIC.
El 1980 fou membre del Consell de Radiotelevisión Española en representació de Coalició Democràtica. També formava part de la Fundació “Cánovas del Castillo”, i presidia la Organización de Mujeres Independientes, el 1976. El 1977 fou candidata al Senat per la província d'Alacant, en les llistes d'Aliança Popular (AP) –Partit Demòcrata Popular, però no fou escollida. Finalment, el 1988 fou elegida diputada al Parlament Europeu per AP, tot i que abans havia format part dels seixanta parlamentaris espanyols que s'incorporaren el desembre de 1985 a aquest Parlament, després de l'entrada d'Espanya a la Comunitat Europea. Fou vicepresidenta del Grup Popular Europeu (Grup Demòcrata Cristià) i va treballar, sobretot, en qüestions relacionades amb els Drets de la Dona, la Salut Pública i el Medi Ambient.
A les eleccions generals espanyoles de 1982 fou escollida diputada per Madrid i de 1982 a 1986 fou presidenta de la Comissió de Control Parlamentari sobre RTVE del Congrés dels Diputats. Fou escollida diputada a les eleccions al Parlament Europeu de 1987 i 1989. Fou vicepresidenta del Grup Popular Europeu i de la Comissió dels Drets de la Dona al Parlament Europeu (1989-1994).
Ha estat condecorada amb l'Orde de les Arts i les Lletres de França i la d'Orde Civil d'Alfons X el Savi.

## Obres
- ¿Europa en la decadencia? (1949)
- Isabel II y su tiempo (1956)
- Emilio Castelar, precursor de la democracia cristiana (1966)
- Discursos políticos de Castelar (1968)
- El Sistema (1970)
- La mujer en la historia (1976)
- Las Cortes como representación (1976)
- Llamadme Evita (1978)
- Las mujeres de los dictadores (1978)
- Del aperturismo al cambio: mi testimonio (1986)